# Демократическая партия (Турция, современная)
Демократическая партия (тур. Demokrat Parti), сокращенно ДП, — либерально-консервативная турецкая политическая партия, основанная Ахметом Нусретом Туна в 1983 году как Партия истинного пути (тур. Doğru Yol Partisi или DYP). Она сменила историческую Демократическую партию и Партию справедливости, две партии с похожей идеологией. Их родственной партией является Хорошая партия.
DYP рассматривается как правоцентристская партия. История DYP восходит к исторической правоцентристской кемалистской Демократической партии, созданной в 1946 году с введением многопартийной системы в турецкой политике и запрещённой после переворота 1960 года. С момента основания DYP четыре раза формировала правительства: одно возглавил Сулейман Демирель, три других — первая и единственная женщина-премьер-министр Турции Тансу Чиллер. В настоящее время партия имеет два места в Великом национальном собрании, избранные по спискам Хорошей партии на всеобщих выборах 2018 года.
5 мая 2007 года было объявлено, что DYP и Партия Отечества (ANAP) объединятся и образуют Демократическую партию (Demokrat Parti). По этому случаю DYP переименовала себя (на основе исторической Демократической партии), и планировалось, что ANAP присоединится к вновь созданной ДП. Однако незадолго до выборов попытка слияния провалилась. Однако ANAP заявила, что не будет участвовать в предстоящих выборах. После того, как на всеобщих выборах 2007 года ДП получила лишь около 6 % голосов, Агар ушел с поста лидера партии. DYP и партия Отечества в конечном итоге объединились в ноябре 2009 года.
Современный логотип ДП — лошадь на красном фоне — происходит от популярного неправильного произношения ее названия, Demokrat Parti. Слово «Демократ» не очень легко сходило с языка сельских избирателей, которым было проще сказать «Demir Kırat» («железный белый конь»). После переименования в середине 2007 года логотип стал изображать белого коня на красной карте Турции, чтобы вызвать в памяти эту ослышку.

## История

### Истоки
Предшественником DYP была либерально-консервативная Демократическая партия (тур. Demokrat Parti, DP), которая правила в 1950-х годах и ответственна за смягчение строгих законов Турции о светскости. Партия была запрещена в результате военного переворота 1960 года и позже восстановлена как Партия справедливости (тур. Adalet Partisi, AP), которая в свою очередь была распущена в результате переворота 1980 года.
Обе партии жестко соперничали с социал-демократической Республиканской народной партией (РНП). Военные несколько раз свергали их правительства: в 1960 году было свергнуто правительство Аднана Мендереса, а сам Мендерес был казнён; 26 марта 1971 года правительству ветерана партии Демиреля угрожали военным вмешательством и вынудили уйти в отставку; а 12 сентября 1980 года военные совершили полномасштабный переворот, запретив все политические партии, включая Партию справедливости Демиреля.

### Ранняя история (1983—1991)
В 1983 году Демирель создал Партию истинного пути (тур. Doğru Yol Partisi, DYP), преемницу ПД — по-прежнему консервативную, но теперь со светской, а не религиозной политикой. Несмотря на это, военные и консервативные правительства запретили новую партию, DYP была объявлена незаконной, а ее члены подвергались преследованиям. Наконец, в 1987 году партия была легализована и впервые вошла в турецкую политику. Она добилась огромного успеха.

### DYP в правительстве (1991—1997)
На всеобщих выборах 1991 года DYP победила Партию Отечества (тур. Anavatan Partisi, ANAP) и Социал-демократическую народную партию (тур. Sosyaldemokrat Halkçı Parti, SHP), сформировав коалиционное правительство с последней. Сулейман Демирель снова стал премьер-министром. После избрания Демиреля 9-м президентом Турции, после смерти Тургута Озала, руководство партией перешло к Тансу Чиллер, которая стала первой женщиной-премьер-министром страны.
В 1995 году коалиция с SHP, позднее объединившейся с Республиканской народной партией (РНП), распалась. После выборов в декабре 1995 года ослабленная DYP сначала сформировала коалицию с Партией Отечества во главе с Месутом Йылмазом. Затем, в июне 1996 года, DYP поменяла союзников и сформировала первое в Турции исламистское правительство с лидером Партии благоденствия (тур. Refah Partisi, RP) Неджметтином Эрбаканом.

### DYP в оппозиции (1999—2007)
В 1997 году в результате так называемого «постмодернистского переворота» военные отправили в отставку правительство RP-DYP. Тем временем, DYP была ослаблена последствиями скандала в Сусурлуке. DYP и другие ожидали сформировать правительство под руководством Чиллера, но президент Сулейман Демирель предложил лидеру ANAP Месуту Йылмазу сформировать новое правительство, а DYP в него не вошла.
В 1998 году положение DYP изменилось к худшему. В то время DYP активно привлекала в свои ряды полицейскую разведку.
На всеобщих выборах в ноябре 2002 года DYP набрала 9,55 % голосов, что немного меньше 10%-ного электорального барьера для прохождения в парламент. Однако позднее к партии присоединилось несколько независимых кандидатов, и в ноябре 2004 года у них было 4 места в 549-местном парламенте Турции. Эта цифра вряд ли сделала DYP движущей силой турецкой политики, но она оставалась третьей по величине партией Турции и была особенно влиятельна в сельских районах.
После поражения на выборах 2002 года Тансу Чиллер ушел в отставку с поста лидера партии, в итоге его сменил Мехмет Агар.

### Демократическая партия (2007 — настоящее время)
5 мая 2007 года было объявлено, что DYP и Партия Родины (ANAP) объединятся и образуют Демократическую партию (тур. Demokrat Parti). По этому случаю DYP переименовала себя (на основе предыдущей одноименной партии), и планировалось, что ANAP присоединится к вновь созданной ДП. Однако незадолго до выборов попытка слияния провалилась. Тем не менее, ANAP заявила, что не будет участвовать в предстоящих выборах.
После того, как на выборах 2007 года ДП набрала лишь около 6 % голосов, Агар ушел с поста лидера партии. На 10-м съезде партии, состоявшемся 15 января 2011 года в Анкаре, лидером партии был избран Намык Кемаль Зейбек. После отставки Зейбека лидером партии стал Гюльтекин Уйсал.
На выборах 2018 года партия участвовала в Национальном альянсе вместе с Республиканской народной партией, Хорошей партией и Партией благоденствия.